# アラン・ルドルフ
アラン・ルドルフ（Alan Rudolph、1943年12月18日 - ）は、アメリカ合衆国の映画監督。

## 略歴
ロサンゼルス出身。父オスカー・ルドルフも監督兼俳優であり、レニー・ブルースが脚本を書いた映画を監督したことがある。
ロバート・アルトマンの助監督などを務めたあとに、監督業に進出。その影響で、アルトマンが彼の映画の製作に携わることが多く、また、マーク・アイシャム、栗田豊通、キース・キャラダイン、ジェラルディン・チャップリンなど、人材上の共通点も多い。『ロング・グッドバイ』では助監督。ポール・ニューマン主演の『ビッグ・アメリカン』では脚本も手がける。
アルトマンの『ザ・プレイヤー』で、マーティン・スコセッシと間違われて「『ケープ・フィアー』最高!」と言われるのは彼である。

## フィルモグラフィー
- Premonition (1972) 監督・脚本・制作
- 悪魔の調教師 Nightmare Circus (1974) 監督・脚本・製作
- ウェルカム・トゥ・マイ・ナイトメア（悪夢へようこそ） Alice Cooper: Welcome to My Nightmare (1975) 脚本
- ロサンゼルス・それぞれの愛 Welcome to L.A. (1976) 監督・脚本
- リメンバー・マイ・ネーム Remember my name (1978) 監督・脚本
- ビッグ・アメリカン Buffalo Bill and the Indians, or Sitting Bull's History Lesson (1976) 脚本
- ローディー Roadie (1980) 監督
- 真夜中の極秘実験 Endangered Species (1982) 監督
- Return Engagement (1983) 監督
- チューズ・ミー Choose Me (1984) 監督・脚本
- ソングライター Song Writer (1984) 監督
- トラブル・イン・マインド Trouble in Mind (1985) 監督・脚本
- メイド・イン・ヘブン Made in Heaven (1987) 監督
- モダーンズ The Moderns (1988) 監督・脚本
- トム・ベレンジャーの 探偵より愛をこめて Love at Large (1990) 監督・脚本
- 愛を殺さないで Mortal Thoughts (1991) 監督
- 堕ちた恋人たちへ Equinox (1992) 監督・脚本
- ミセス・パーカー/ジャズエイジの華 Mrs. Parker and the Vicious Circle (1994) 監督・脚本
- アフターグロウ Afterglow (1997) 監督・脚本
- ブレックファースト・オブ・チャンピオンズ Breakfast of Champions (1999) 監督・脚本
- トリクシーの事件簿 Trixie (2000) 監督・共同脚本
- セックス調査団 Investigating Sex (2001) 監督・脚本・製作
- The Secret Lives of Dentists (2002) 監督
- Hello (2005) 制作総指揮